# Miloslav Vlk
Miloslav Vlk (ur. 17 maja 1932 w Líšnicach koło Czeskich Budziejowic, zm. 18 marca 2017 w Pradze) – czeski duchowny katolicki, 35. arcybiskup metropolita Pragi i prymas Czech i Moraw (1991–2010), kardynał, członek ruchu Focolari.

## Życiorys
Po ukończeniu liceum w Czeskich Budziejowicach pracował krótko w fabryce samochodów, następnie odbył służbę wojskową w Karlowych Warach. Studia na Uniwersytecie Karola w Pradze uwieńczył doktoratem z archiwistyki; do 1964 pracował w kilku archiwach, następnie podjął studia na Wydziale Teologicznym Św. Cyryla i Metodego w Litomierzycach. 23 czerwca 1968 przyjął święcenia kapłańskie. Prowadził pracę duszpasterską i był sekretarzem biskupa w Czeskich Budziejowicach. Wkrótce stał się obiektem prześladowań władz komunistycznych; w 1971 wysłano go do pracy w odległych górskich parafiach, a w 1978 zabroniono pracy kapłańskiej. Przebywał w ukryciu w Pradze, pracując m.in. jako czyściciel okien, potem jako archiwista w banku.
Ponownie mógł podjąć obowiązki duszpasterskie w styczniu 1989; pracował w zachodnich Czechach i w rejonie granicy z Bawarią. 14 lutego 1990 został mianowany biskupem Czeskich Budziejowic, sakrę biskupią przyjął 31 marca 1990 z rąk biskupa pomocniczego Pragi Antonína Liški. W marcu 1991 zastąpił sędziwego kardynała Františka Tomáška na stolicy arcybiskupiej praskiej. 26 listopada 1994 Jan Paweł II wyniósł Vlka do godności kardynalskiej, nadając mu tytuł prezbitera Santa Croce in Gerusalemme.
Brał udział w sesjach Światowego Synodu Biskupów w Watykanie (w tym dwóch sesjach specjalnych, poświęconych Kościołowi europejskiemu, 1991 i 1999), kilkakrotnie reprezentował papieża na uroczystościach religijnych i rocznicowych w charakterze specjalnego wysłannika. W latach 1993–2001 pełnił funkcję przewodniczącego Rady Konferencji Episkopatów Europy.
Kardynał Vlk wypowiadał czasem uwagi pod adresem Benedykta XVI. Zaraz po konklawe w wywiadzie dla Czeskiej Telewizji stwierdził, że wybór Josepha Ratzingera na papieża był dokonany w atmosferze strachu. Na swoim blogu krytykował motu proprio Summorum Pontificum. Wbrew wyraźnemu nakazowi papieża (contrariis quibuslibet rebus non obstantibus – bez względu na wszelkie przeciwne zarządzenia), stwierdził, że zanim podporządkuje się papieskim rozporządzeniom porówna je z dokumentami Jana Pawła II i Soboru Watykańskiego II.
Często gościł w Polsce. 24 stycznia 2002 otrzymał tytuł doktora honoris causa Uniwersytetu Opolskiego. 8 października 2006 przewodniczył w Gnieźnie uroczystej eucharystii wraz z dwunastoma biskupami polskimi z okazji Millenium śmierci św. Radzyma Gaudentego w kościele pod jego wezwaniem na gnieźnieńskich Winiarach, a 29 kwietnia 2007 także przewodniczył uroczystej mszy świętej z okazji obchodów ku czci św. Wojciecha. 31 maja 2007 uczestniczył w Płocku w ingresie nowego ordynariusza diecezji płockiej bp. Piotra Libery.
W 2007 w związku z osiągnięciem wieku emerytalnego złożył rezygnację z pełnionych funkcji. Papież jednak rezygnacji nie przyjął i powierzył kardynałowi dalsze pełnienie urzędu metropolity praskiego. 13 lutego 2010 Benedykt XVI mianował jego następcą bp. Dominika Dukę, dotychczasowego biskupa Hradec Kralove.
17 maja 2012 w związku z ukończeniem 80. roku życia utracił prawo do czynnego uczestniczenia w konklawe. Zmarł 18 marca 2017 w Pradze

## Odznaczenia
- Order Tomáša Garrigue Masaryka II Klasy – 2002[4]
- Wielki Krzyż Zasługi Orderu Zasługi RFN – 1999, Niemcy